# Lulep Suobbatjávrre
Lulep Suobbatjávrre, enligt tidigare ortografi Lulep Suobbatjaure, är en sjö i Jokkmokks kommun i Lappland och ingår i Luleälvens huvudavrinningsområde. Sjön har en area på 0,625 kvadratkilometer och ligger 574 meter över havet. Lulep Suobbatjávrre ligger i Sarek Natura 2000-område. Sjön avvattnas av vattendraget Suobbatjåhkå.

## Delavrinningsområde
Lulep Suobbatjávrre ingår i det delavrinningsområde (744946-159962) som SMHI kallar för Utloppet av Lulep Suobbatjaure. Medelhöjden är 876 meter över havet och ytan är 30,4 kvadratkilometer. Det finns inga avrinningsområden uppströms utan avrinningsområdet är högsta punkten. Suobbatjåhkå som avvattnar avrinningsområdet har biflödesordning 3, vilket innebär att vattnet flödar genom totalt 3 vattendrag (Blackälven (Smadjeädno), Lilla Luleälven, Luleälven) innan det når havet efter 293 kilometer. Avrinningsområdet består mestadels av skog (31 procent) och kalfjäll (64 procent). Avrinningsområdet har 0,88 kvadratkilometer vattenytor vilket ger det en sjöprocent på 2,9 procent.